# 山系
山系（さんけい、英語: cordillera）は、互いに近接した複数の山脈が全体で一つの系統をなしているものである。
実際に個々に名称をつける場合、山地・山脈・山系はしばしば混同されている。

## 主な例
- 環太平洋山系[5]（環太平洋造山帯[6]、環太平洋火山帯）
  - コルディレラ山系（コルディエラ山系） - 南北アメリカ大陸西部を縦走する山系[7]
  - 北アメリカ山系（英語版）
- 北極圏山系（英語版）
- ベティコ山系
- セントラル山系
- アルプス・ヒマラヤ山系[8]（アルプス・ヒマラヤ造山帯）[6]